# Juan Bellod Herrero
Juan Bellod Herrero fou un polític valencià. Membre del Partit Progressista, el 1869 era diputat pel districte de Villena i fou escollit vicepresident de la diputació d'Alacant. Va ocupar la presidència de la diputació d'Alacant fins a l'elecció de Ciro Pérez Payá el juny del mateix any.